# Artek (muebles)
Artek es una compañía de mobiliario finlandesa. La empresa es reconocida haber hecho innovadoras contribuciones al diseño moderno.

## Origen

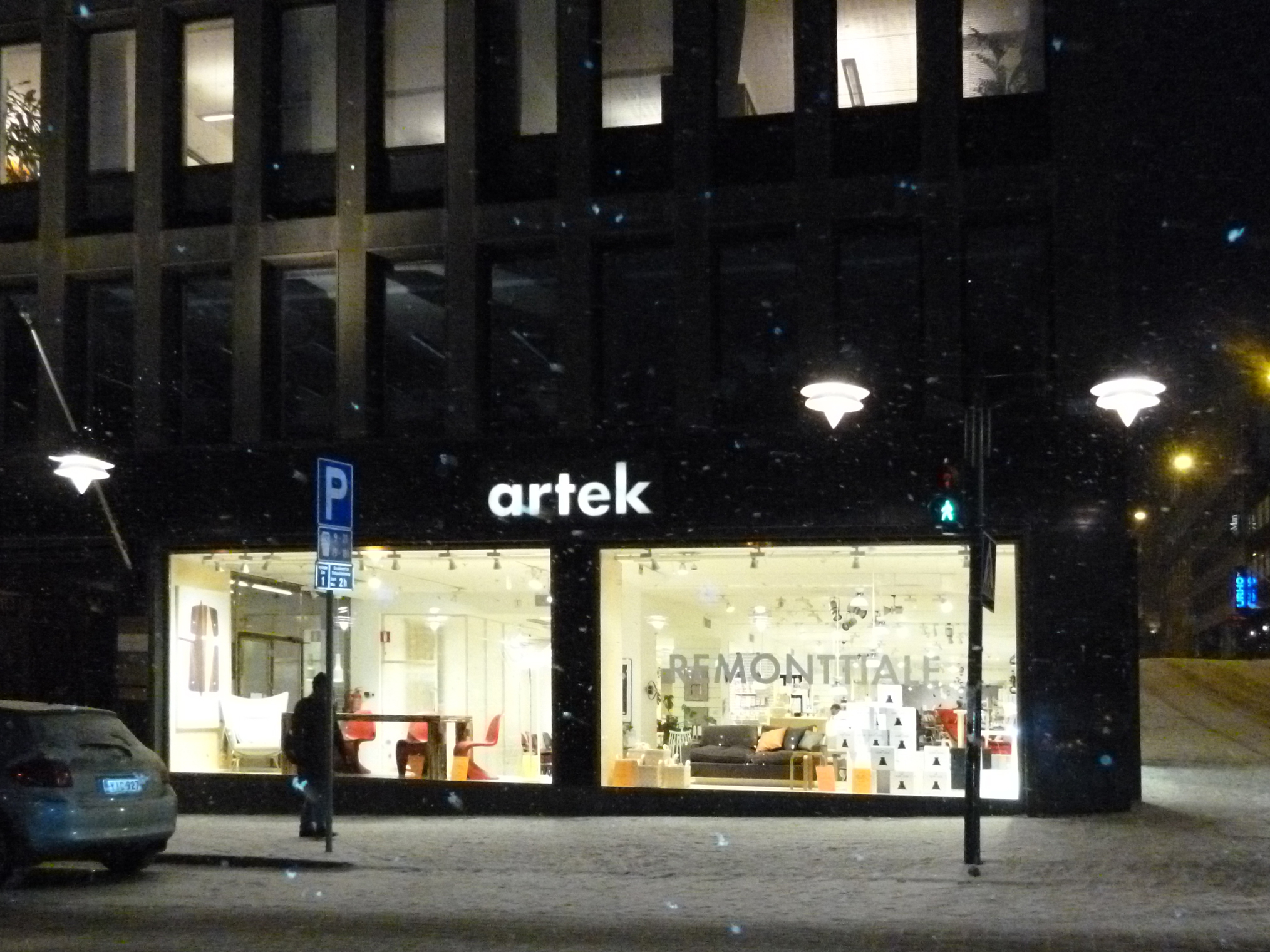
Artek. Tienda principal en Helsinki

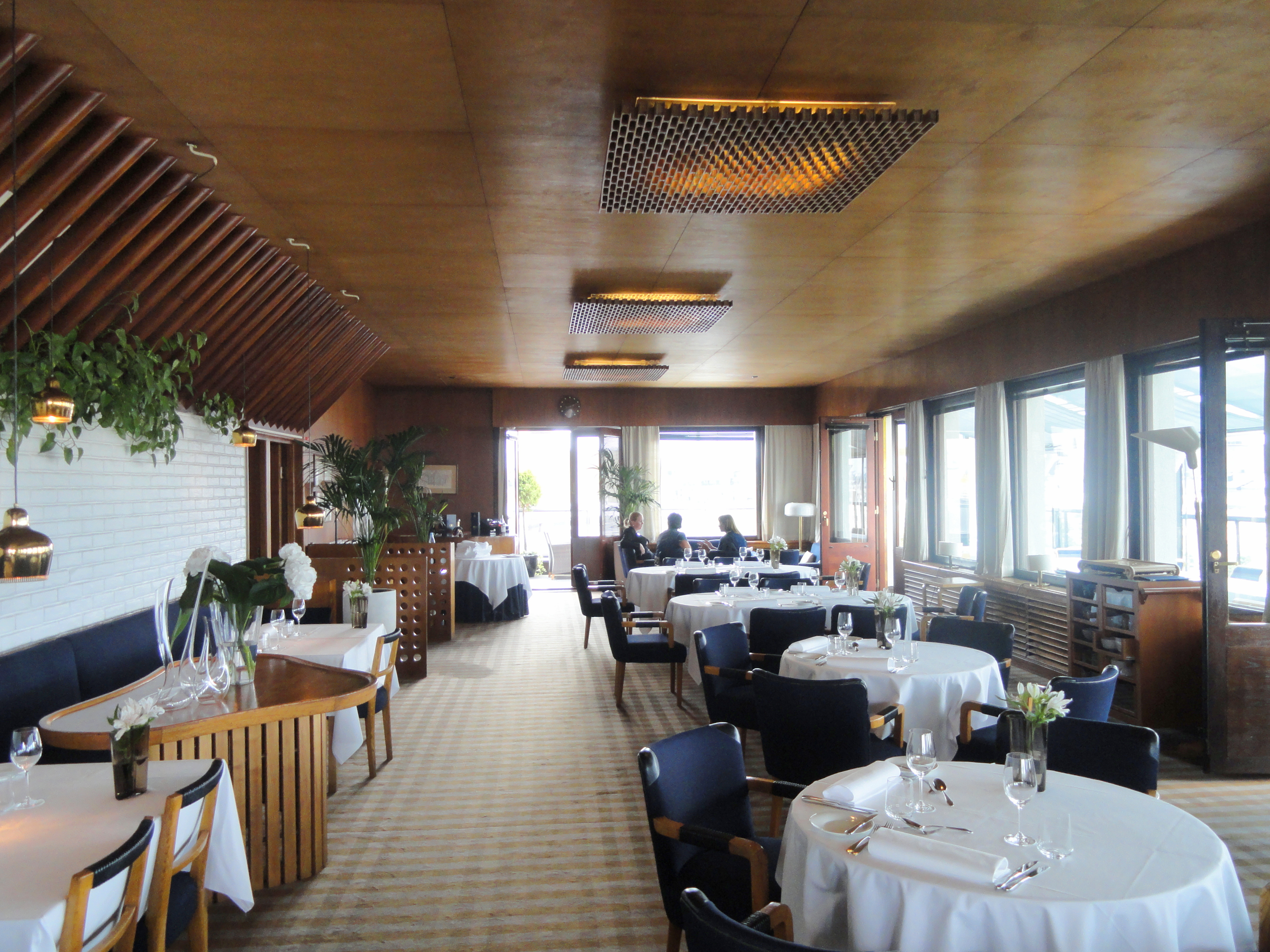
Restaurante Savoy, Helsinki

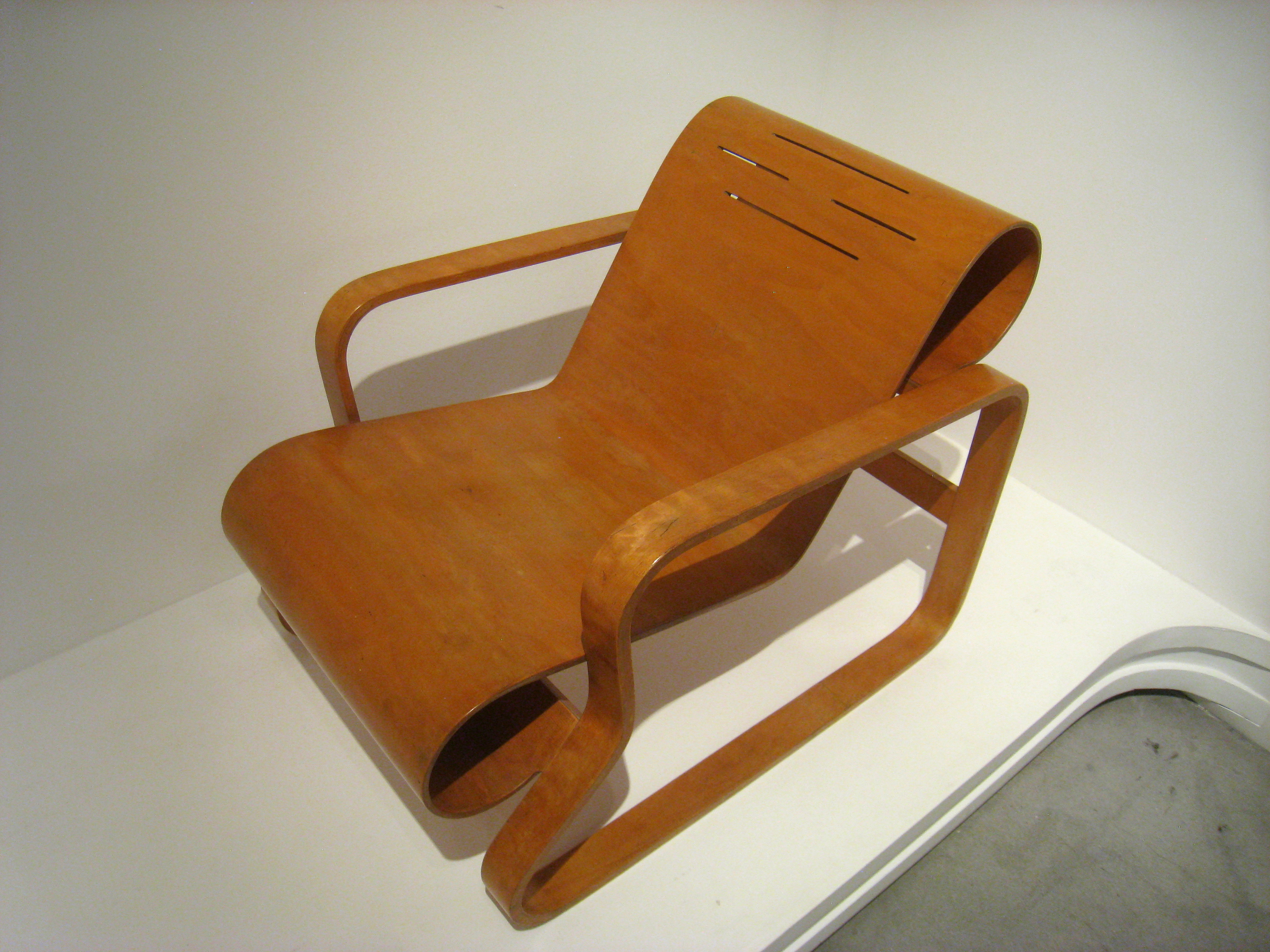
Silla Paimio

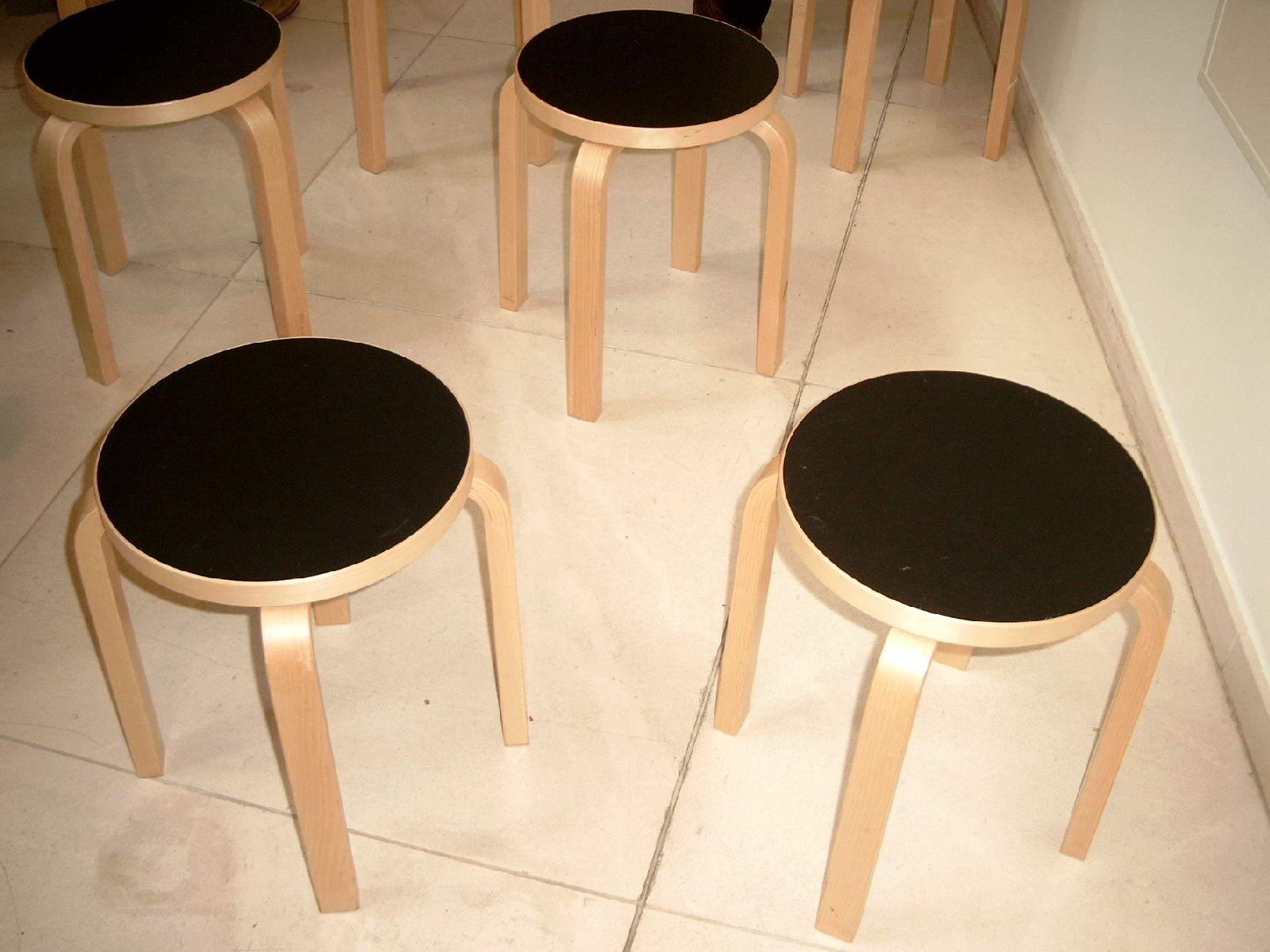
Taburete E60 4 patas

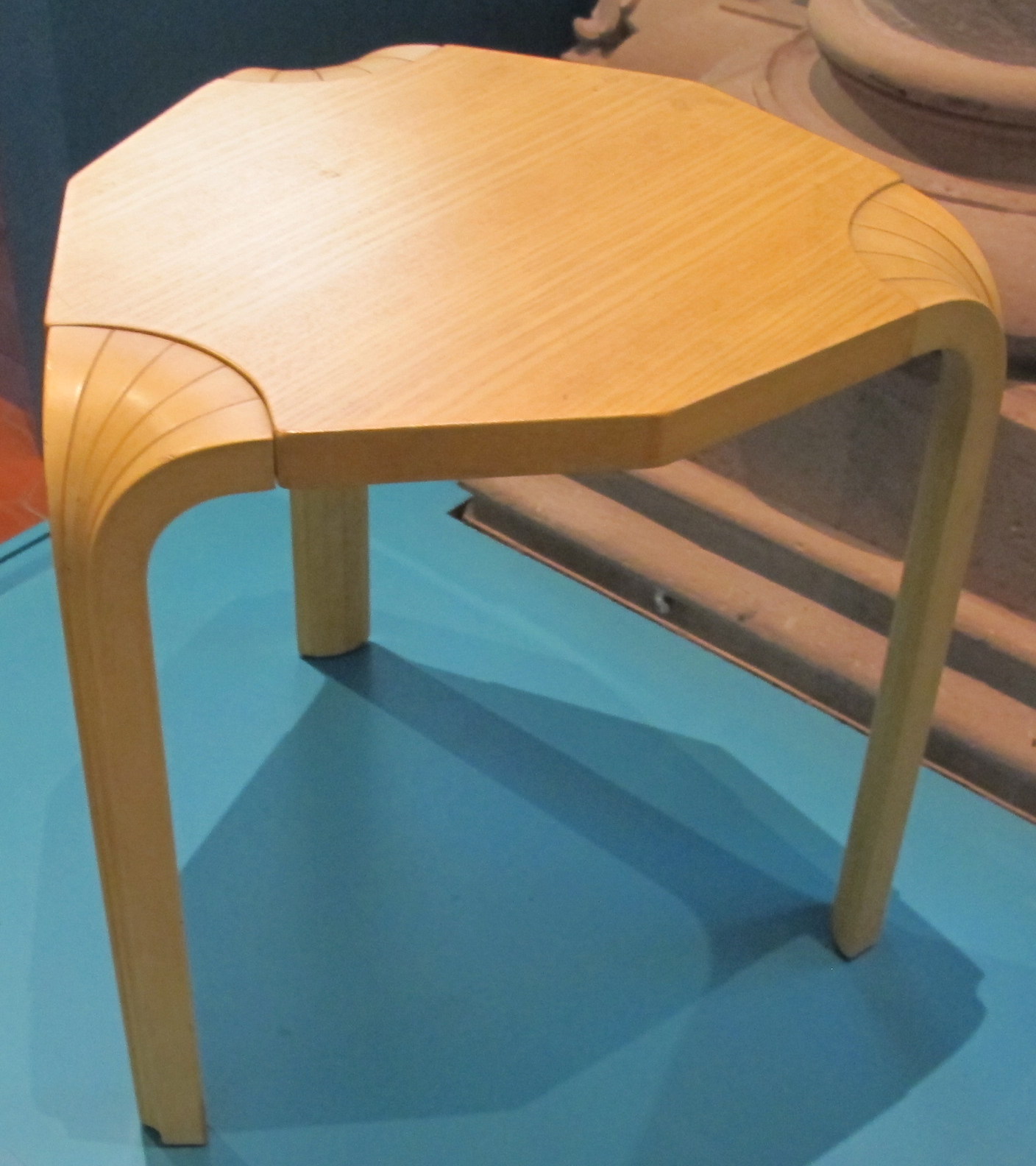
Taburete x600

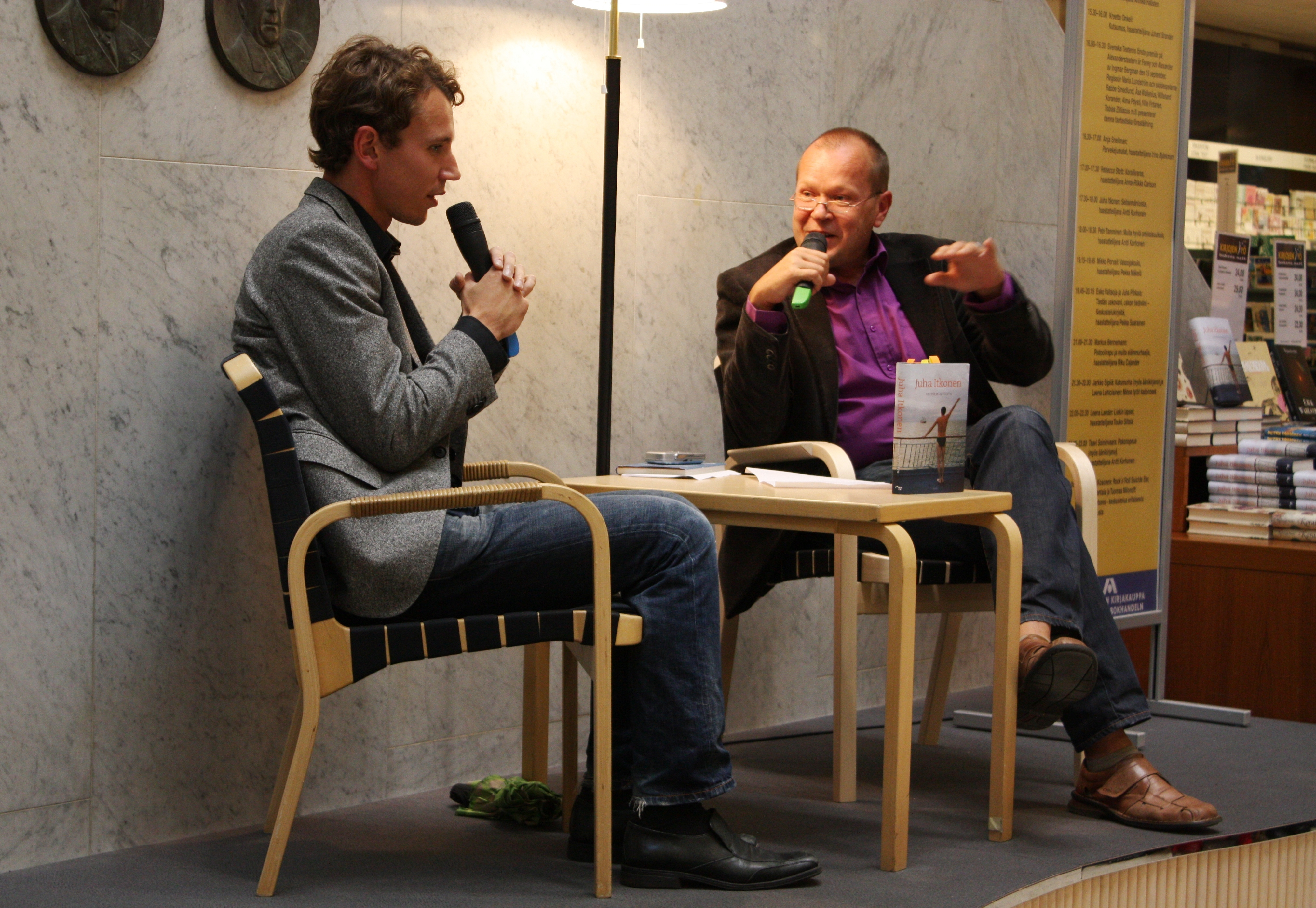
Sillas 615

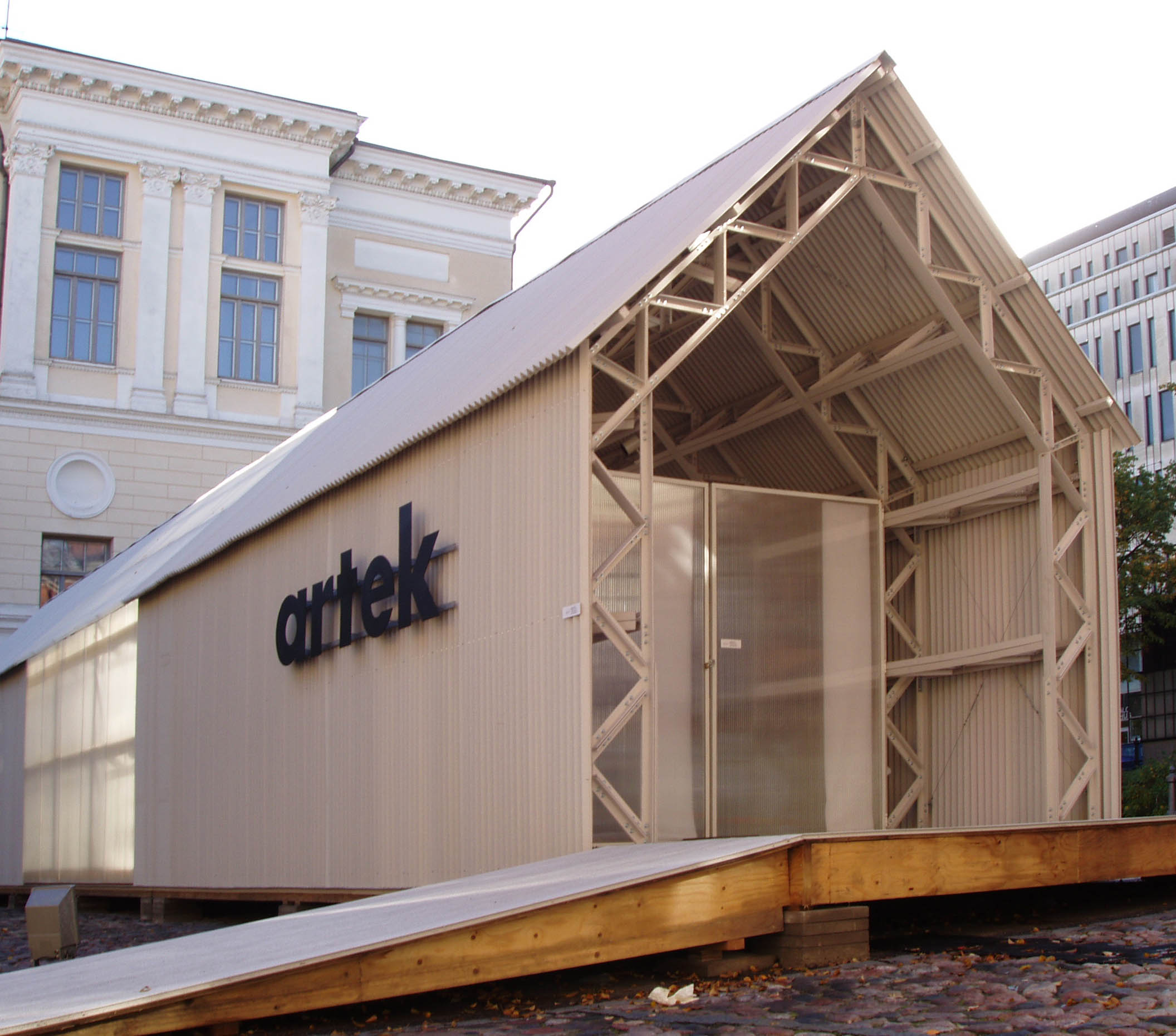
Shigeru Ban, Pabellón Artek, 2007

Fue fundada en diciembre de 1935 por los arquitectos Alvar Aalto y Aino Aalto, la promotora de artes visuales Maire Gullichsen y el historiador de arte Nils-Gustav Hahl. Los fundadores escogieron un nombre no finlandés. El neologismo Artek manifiesta el deseo de combinar arte y tecnología haciéndose eco de una idea central del Estilo Internacional, especialmente del Bauhaus, de enfatizar la pericia técnica en la producción y la calidad de los materiales, en vez de una ornamentación ecléctica y frívola basada en la historia. La primera directora creativa fue Aino Aalto.

## Trayectoria
El objetivo original de la empresa era promover los muebles y los objetos de vidrio diseñados por Alvar y Aino Aalto y producir equipamiento para sus edificios. En el Pabellón de Finlandia de la Exposición Internacional de París de 1937 se presentó la línea de mobiliario Leg. Ese mismo año realizaron el Restaurante Savoy en Helsinki, cuyo lujoso diseño interior corresponde a Aino Aalto con el mobiliario de Artek. Entre 1938 y 1939 los Aalto diseñaron la Villa Mairea, casa de veraneo de Maire y Harry Gullichsen. Los Aalto en la memoria publicada de la obra expresan que: "es posible usar un caso de diseño individual a modo de laboratorio de pruebas, donde cosas que sería imposible producir masivamente hoy pueden ser prueba que gradualmente y con el avance tecnológico se hagan disponibles". En 1939 Artek organizó una exhibición en el Museo de Arte de Helsinki, donde compartieron espacio con las obras de Henri Matisse, Georges Braque, André Derain, Pablo Picasso, Georges Rouault, Fernand Léger, Maurice Utrillo, André Masson, Pierre Bonnard, Édouard Vuillard, Marie Laurencin, entre otros y que contó con una enorme afluencia de público. En 1940 Aino Aalto se transformó en la presidenta de Artek. En 1946 se presenta la línea Y-Leg. Aino Marsio falleció en 1949. Maire Gullichsen se hizo cargo de la firma y abrió la galería Artek en 1950. Después la muerte de Alvar Aalto en 1976, Elissa Aalto quedó a cargo de la presidencia de la compañía y Ben af Schulten de la dirección creativa.
Antes de 1935 los diseños de los Aalto eran fabricados por Huonekalu-ja Rakennustyötehdas Oy en Turku. La compañía fue rebautizada Huonekalutehdas Korhonen Oy y se trasladó a Littoinen. Ahora las compañías son parte de Vitra. La compañía vende ahora objetos de diseño realizados por otros diseñadores finlandeses como Juha Leiviskä y Eero Aarnio, así como los de Vitra. En el Salón del Mueble de Milán 2010 Artek presentó la silla Sedia 1 que forma parte del proyecto Autoprogettazione, creado por Enzo Mari en 1974.

## Objetos representativos

### Silla Paimio
Desde los inicios de su carrera Alvar Aalto experimentó con materiales, especialmente madera, e incluso solicitó patentes para el doblado de la misma para aplicarlas en sus diseños de mobiliario y en las pantallas acústicas de sus edificios. Los Aalto diseñaron varios tipos diferentes de mobiliario y lámparas para el Sanatorio de Paimio (1929-33). La más conocida de las piezas de mobiliario es la Silla Paimio en madera de abedul, la cual era específicamente diseñada para pacientes con tuberculosis que debían estar sentados largas horas cada día. Alvar Aalto argumentó que el ángulo de atrás de la silla era el ángulo perfecto para que el paciente de respirara más fácilmente. El diseño de la silla puede haber sido influido por la Silla Wassily de Marcel Breuer realizada en metal. La forma de doblar la madera alcanzó los límites técnicos de aquel momento. La silla es parte de las colecciones permanentes en el MoMA en Nueva York y el Museo de Diseño finlandés.

### Taburete de 3 patas 60
El taburete modelo nº 60, diseñado cerca de 1932-1933, demostraba el interés de Alvar Aalto en las formas básicas, funcionales y utilitarias. Está construido de abedul doblado laminado.

### Taburete de 3 patas X600
El X600 evolucionó desde el 60. Las patas hechas a mano tienen las porciones sujetas al asiento que abre arriba como un abanico, mostrando simultáneamente la característica de madera doblada de Artek y el motivo de abanico presente en la arquitectura de los Aalto.

### Silla 615
Silla creada por Aino Aalto para Artek en 1939 con estructura de madera de abedul y asiento y respaldo con tela trenzada de algodón.

### Tela H55
Diseñada en 1955 por Elissa Aalto para la sección de alojamiento finlandesa de la Exposición Internacional de Helsingborg en Suecia. La feria de vivienda consistió en una serie de apartamentos amueblados, uno de cada país invitado.

## Pabellón Artek
En 2007, el arquitecto japonés Shigeru Ban diseñó un pabellón de exposición para Artek, construido de material reconstituido de residuos proporcionados por el fabricante de papel finlandés UPM. El pabellón fue primero utilizado en la Trienal de Milán de 2007, y posteriormente fue exhibido en el Museo de Diseño en Helsinki. 